# Битка при Льо Ман
Битката при Льо Ман е битка от Френско-пруската война, която завършва с пруска победа и спира френската съпротива в Западна Франция.

## Предпоставки
След победата в битката при Орлеан принц Фридрих Карл тръгва с армията си към западния град Льо Ман. Неговия враг - Антоан Шанзи, командва над 150 000 войници (три пъти повече от прусаците), разположени в града. Въпреки голямата си бройка и подготовката си, френската армия вече е разбивана в битката при Седан и обсадите на Мец и Париж. Армията на Шанзи е предимно от цивилни и е оборудвана със стари оръжия като например пушки или дулнозарядни оръдия. Използвайки модерни оръжия, германците, въпреки значителното френско числено превъзходство, успяват да победят.

## Битката
Френската армия е силно деморализирана и зле екипирана. Голяма част от френските муниции са развалени от снега и дъжда, но Шанзи все пак нарежда на войските си да влязат в окопите около града и да се подготвят за битката. Германците удрят левия фланг на френската армия близо до река Хюин. Флангът се обръща докато артилерията се подготви за конраатака по германците. Тогава германците атакуват и десния фланг, който е отблъснат на страна. Командирът Жан Бернар Жоргибри се опитва да събере разпръснатите войски, но се проваля. След като френската защита пада, нашествениците влизат в Льо Ман.

## Резултати
Битката тротално разбила френската съпротива на запад. Линиите за провизии на Фридрих Карл се разширили леко по река Лоара, а армията на Шанзи тотално изгубила своите. Всъщност, армията на Антоан била толкова изтощена и деморализирана, че се оттеглила и боевете по река Лоара спрели.